# 里贝朗卡斯卡列拉
里贝朗卡斯卡列拉是巴西马托格罗索州的一个市镇。总面积11356.472平方公里，总人口8677人，人口密度0.8人/平方公里。